# クシシュトフ・チェベン
クシシュトフ・アルトゥール・チェベン（ポーランド語: Krzysztof Artur Ciebień、1955年7月1日 - ）は、ポーランドの外交官、大使。2014年から2019年にかけて在朝鮮民主主義人民共和国大使を務めていた。母国語のポーランド語のほか、英語、中国語、ロシア語に堪能。

## 経歴
1974年から1981年にかけて、ソビエト連邦外務省付属モスクワ国際関係大学で修学。
1981年10月10日、外務省に入省。1981年10月から1982年12月にかけて、ワルシャワで本省勤務。1982年12月から1983年9月にかけて、在上海ポーランド総領事館でアタッシェ。1983年9月から1984年1月にかけて、在中華人民共和国ポーランド大使館でアタッシェ。1984年1月から1986年9月にかけて、本省勤務。1986年9月から1990年9月にかけて、在中国ポーランド大使館で三等書記官。1990年10月から1992年2月にかけて、本省勤務。1992年3月から1997年4月にかけて、在香港ポーランド総領事。1997年5月から2000年7月にかけて、本省勤務。2000年7月から2004年10月にかけて、在タイ王国ポーランド大使館で第一参事官（特命全権大使に次ぐ外交序列2位）。2004年11月から2005年7月にかけて、本省勤務。2005年7月から2006年12月にかけて、在中国ポーランド大使館で副大使。2006年12月から2009年2月にかけて、本省勤務。2009年2月から2014年6月にかけて、在広州ポーランド総領事。2014年6月から同年9月にかけて、本省勤務。
2014年9月13日、在朝鮮民主主義人民共和国大使を拝命。同年10月7日、万寿台議事堂で最高人民会議常任委員会の金永南委員長に信任状を捧呈した。2019年1月31日付で、駐朝大使としての職務を全うした。